# Santa Maria dei Miracoli (Palermo)

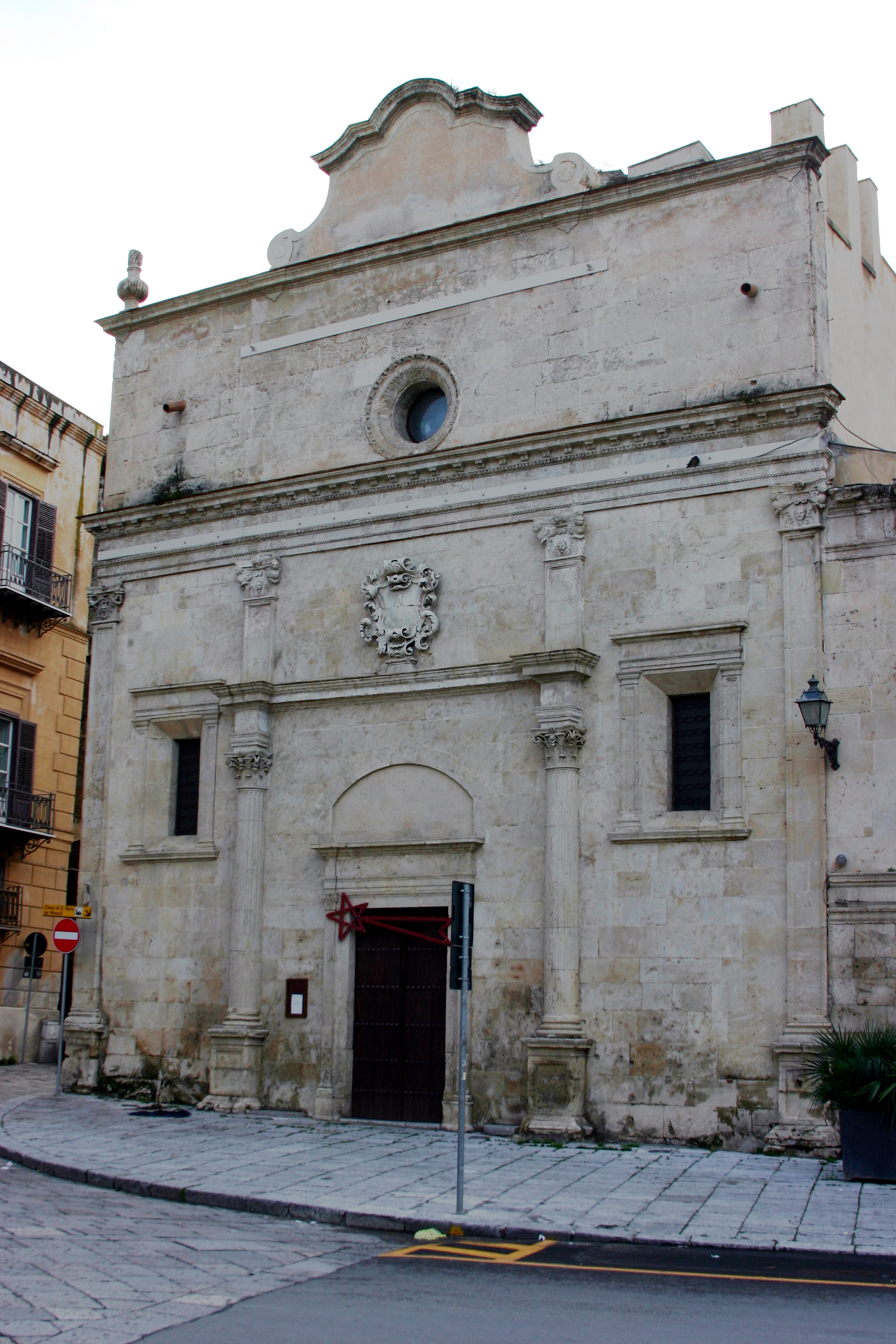
Santa Maria dei Miracoli

Santa Maria dei Miracoli ist eine Kirche der Renaissance in Palermo.
Die Kirche liegt an der Piazza Marina, wo am 10. Mai 1543 während der Prozession der Stadtheiligen Santa Cristina ein Wunder geschehen sein soll, indem ein Gelähmter wieder gehen konnte. Nachdem weitere Wunder geschahen, legte Vizekönig Giovanni de Vega (1547–1557) den Grundstein für die Kirche. Der Senat von Palermo gründete 1599 eine Bruderschaft und 1629 richteten die Brüder ein Noviziat ein. Die erst 1748 fertiggestellte Fassade wird gegliedert durch vier Säulen, die in Pilaster übergehen und ein breites Gebälk tragen, darüber ein tief liegendes Rundfenster. Der obere Fassadenbereich wird durch einen Wellengiebel abgeschlossen. Der Anbau der Nordseite beherbergt die Reliquien der Santa Apollonia. Die Stuckarbeiten im Innern werden Fazio Gaggini zugeschrieben. Zahlreiche Votivtafeln wurden an den Wänden angebracht.